# Новый (Весёловский район)
Но́вый — посёлок в Весёловском районе Ростовской области. 
Входит в состав Верхнесолёновского сельского поселения. 

## Население
| 1989 | 2002 | 2010 |
| ---- | ---- | ---- |
| 633  | ↗718 | ↗747 |

## Улицы
- ул. Абрикосовая,
- ул. Дружбы,
- ул. Мира,
- ул. Молодёжная,
- ул. Новая,
- ул. Пионерская,
- ул. Школьная.

## Достопримечательности
Рядом с посёлком находятся курганы и курганные группы, являющиеся объектами культурного наследия регионального значения.